# Harelbeke
Harelbeke é um município belga da província de Flandres Ocidental. O município compreende a cidade de Harelbeke e ainda as vilas de  Bavikhove e Hulste. Em 1 de Janeiro de 2006, o município tinha  26.172 habitantes, uma superfície de 29.14 km² a que correspondia a uma densidade populacional de 898 habitantes por km².

## Naturais do município famosos
- Andreas Pevernage (1542/1543 – 1591), compositor do  renascentista
- Jacobus Vaet (1529-1567), compositor renascentista, talvez nascido em Harelbeke
- Armand Coeck (1941 - ), compositor avant-garde
- Jan Bucquoy (1945 - ),anarquista e realizador de cinema
- Peter Benoit, compositor